# Maidana tetragonata
Maidana tetragonata là một loài bướm đêm trong họ Geometridae.